# Batalha de Torrington
A Batalha de Torrington (16 de fevereiro de 1646) foi uma batalha decisiva da campanha no sudoeste durante a Primeira Guerra Civil Inglesa e marcou o fim da resistência monarquista na região conhecida como West Country. Ocorreu em Torrington, Devon.

## Prólogo
Após a derrota de Thomas Wentworth na Batalha de Bovey Tracey, Ralph Hopton foi nomeado comandante monarquista no oeste, com Wentworth no comando da cavalaria e Sir Richard Grenville no comando da infantaria. Grenville se recusou a reconhecer o comando de Hopton, foi preso por insubordinação e encarcerado em St Michael's Mount.
O exército de Hopton, que contava com 3 000 cavaleiros e 2 000 soldados de infantaria, avançou até Devon e ocupou Torrington, onde foram erguidas defesas.

## Batalha
Os parlamentares aproximaram-se pelo leste na noite de 16 de fevereiro de 1646. Sob chuva intensa e já ao anoitecer, as tropas parlamentares encontraram dragões monarquistas, iniciando um combate a leste de Torrington. O comandante parlamentar, Thomas Fairfax, decidiu esperar até a manhã seguinte para reconhecer as defesas dos monarquistas. No entanto, ao enviar seus dragões para testar as defesas, eles foram alvo de disparos; Fairfax então enviou mais tropas para apoiá-los e um combate generalizado começou.
Os confrontos nas barricadas duraram duas horas, com push of pike (combate de pique). Por fim, a infantaria da Cornualha cedeu e recuou para dentro da cidade, onde a luta continuou de forma intensa. Uma faísca acidental incendiou o paiol de pólvora monarquista na igreja de Torrington, onde oitenta barris de pólvora estavam armazenados. A explosão destruiu a igreja, matou todos os prisioneiros ali mantidos e quase atingiu Fairfax.

## Consequências
A explosão encerrou efetivamente a batalha, com as tropas monarquistas remanescentes fugindo.

## Memorial
O aniversário da batalha é lembrado em fevereiro de cada ano, com uma procissão à luz de tochas e uma recriação histórica.

## Na ficção
A batalha aparece de forma significativa na conclusão do romance histórico Simon, de Rosemary Sutcliff.